# Pythium aphanidermatum
Pythium aphanidermatum (Edson) Fitzp. – gatunek organizmów zaliczanych do lęgniowców. Patogen wywołujący choroby wielu gatunków roślin.

## Systematyka i nazewnictwo
Pozycja w klasyfikacji według Index Fungorum: Pythium, Peronosporales, Peronosporidae, Peronosporea, Incertae sedis, Oomycota, Chromista.
Po raz pierwszy opisał go w 1915 r. Howard Austin Edson, nadając mu nazwę Rheosporangium aphanidermatum, w 1923 r. Harry Morton Fitzpatrick przeniósł go do rodzaju Pythium.
Synonimy:
- Nematosporangium aphanidermatum (Edson) Fitzp. 1923
- Rheosporangium aphanidermatum Edson 1915[3].

## Morfologia
Kultura na agarze kukurydzianym tworzy watowatą grzybnię, na agarze ziemniaczano-marchewkowym luźną grzybnię powietrzną. Główne strzępki mają szerokość do 10 µm. Na ich końcach tworzą się zarodnie o różnej długości i średnicy do 20 µm. Pływki powstają w temperaturze 25–30 °C, po otorbieniu mają średnicę 12 µm. Lęgnie o średnicy 20–25 µm powstają na końcach strzępek. Plemnie powstają zazwyczaj interkalarnie, czasami na końcach strzępek, są szeroko workowate, o długości 10–14 µm i szerokości 10–14 µm, tworzą się w liczbie 1(–2) na każdą lęgnię, są jednoskośne lub dwuklinowe. Oospory aplerotyczne, o średnicy (18–)20–22 µm i ścianach o grubości 1–2 µm.

## Rozwój
Minimalna temperatura rozwoju kolonii 10 °C, maksymalna 40 °C, optymalna 35–40 °C. Na agarze ziemniaczano-marchewkowym w 25 °C rośnie w tempie 30 mm/dzień.
Preferuje wysokie temperatury, co powoduje, że szczególnie dobrze rozwija się w uprawach pod osłonami. Może wyrządzić duże szkody. Występuje w glebie, ale także na sadzonkach i dojrzałych roślinach. Do szklarni może dostać się wraz z zakażoną glebą, zakażonymi sadzonkami lub wodą używaną do nawadniania, zwłaszcza dłużej stojącą w zbiorniku. Jego grzybnia i oospory mogą przetrwać na doniczkach, ławach szklarniowych i sprzęcie używanym do prac pielęgnacyjnych, mogą być przeniesione także przez niektóre owady. Pływki za pomocą wici przemieszczają się w glebie i wodach powierzchniowych, są chemotaktycznie przyciągane do korzeni. W kontakcie z tkanką korzeni otorbiają się, tworzą ściany komórkowe i inicjują infekcję. Patogen penetruje komórki naskórka korzeni za pomocą enzymów rozkładających ściany komórkowe i zabija tkankę korzeni wydzielanymi enzymami i toksynami. Po kolonizacji zarodnikuje, wytwarzając zarodnie oraz plemnie i lęgnie. Oospory powstają w wyniku zapłodnienia i są podstawową strukturą przetrwania.

## Występowanie i siedlisko
Pythium aphanidermatum występuje w Ameryce Północnej, Azji, Australii i Europie, w tym także w Polsce.
Saprotrof i pasożyt licznych gatunków roślin powodujący zgorzel siewek, gnicie korzeni, a także jeden ze sprawców wodnej przyrannej zgnilizny bulw ziemniaka. Polifag występujący na roślinach należących do rodzin Amaranthaceae, Amaryllidaceae, Apiaceae, Asteraceae, Araceae, Basellaceae, Brassicaceae, Bromeliaceae, Cactaceae, Chenopodiaceae, Convolvulaceae, Cucurbitaceae, Euphorbiaceae, Fabaceae, Linaceae, Malvaceae, Moraceae, Passifloraceae, Poaceae, Rosaceae, Solanaceae, Violaceae, Vitaceae, Zingiberaceae, a także na roślinach iglastych (Coniferae).

## Ochrona
Spowodowana przez gatunki z rodzaju Pythium zgnilizna korzeni jest trudna do opanowania. Kluczowe znaczenie ma zapobieganie chorobie poprzez odpowiednie warunki sanitarne. Ławki, podłogi, doniczki, narzędzia i sprzęt można dezynfekować między uprawami za pomocą komercyjnych środków odkażających. Sadzonki powinny być pobierane z roślin wolnych od chorób lub pozyskiwane z renomowanych źródeł. Zainfekowane rośliny macierzyste mogą przenosić inokulum między uprawami i dlatego należy je wyrzucić. Przy uprawach doniczkowych należy wysterylizować doniczki i podłoże. Rośliny sadzi się w odpowiedniej odległości, aby zmniejszyć wilgotność i możliwość rozprzestrzeniania się patogenów z doniczki na doniczkę. Unikać należy nadmiernego nawadniania i gromadzenia się stojącej wody. Woda do nawadniania powinna zostać przebadana i oczyszczona. Wodę sterylizuje się podwyższoną temperaturą, chemikaliami utleniającymi, promieniowaniem UV lub metodą filtracji membranowej.
Można stosować fungicydy, ale dają one najlepsze wyniki, gdy są stosowane w celach zapobiegawczych. Stosuje się fungicydy ogólnoustrojowe i kontaktowe, ale aby zapobiec uodpornieniu się patogenu na zabieg, najlepiej jest stosować naprzemiennie środki ogólnoustrojowe i kontaktowe. Do zwalczania patogenu można zastosować kilka rodzajów substancji chemicznych, w tym acyloalaniny, tiadiazole, karbaminiany, pochodne kwasu cynamonowego, fosfoniany i fosforyny.